# LDB2
LDB2‏ (LIM domain binding 2) هوَ بروتين يُشَفر بواسطة جين LDB2 في الإنسان.